# Cercle de confusion

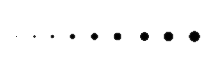
Selon la distance d'observation, à partir de plusieurs pixels sur l'écran, l'observateur perçoit une tache et non plus un point.

La profondeur de champ est la partie de l'espace où les points objets forment des taches lumineuses de dimensions inférieures au diamètre du cercle de confusion.

En photographie, le cercle de confusion (CdC) est le plus gros disque lumineux circulaire qui puisse se former sur la surface photosensible et qui sera néanmoins perçu comme un point sur le tirage final. Caractérisé par son diamètre, il permet de déterminer la limite entre ce qui est perçu flou (comme un ensemble de taches) et ce qui est perçu net (comme un ensemble de points) : il peut être utile pour évaluer par le calcul la profondeur de champ.
La valeur du diamètre du cercle de confusion reste subjective car elle est liée à l’acuité visuelle de l’observateur. Elle dépend essentiellement du format du tirage final, de la distance d’observation et du format de la surface photosensible. Mais de nombreux autres facteurs entrent en ligne de compte. La perception de netteté ne sera pas la même pour une image statique (photo) que pour une image dynamique (film ou vidéo). Les conditions d'éclairage et de contraste affectent l’appréciation de la netteté. Par ailleurs, dans des conditions de faible ouverture, la diffraction peut devenir si importante que les résultats de l'optique géométrique ne sont plus suffisants. Aussi, la détermination de la valeur du cercle de confusion admissible reste un des grands sujets de discussion photographique. 
L’utilisation de la notion de cercle de confusion a toutefois permis de développer des tables de profondeur de champ en fonction des dimensions des films ou capteurs utilisés, indépendamment de la connaissance de l'agrandissement final. Ces références sont couramment utilisées par les constructeurs d’optiques, de matériel cinématographique, ou d’accessoires techniques. Avec l’expansion de l’informatique portable, les tables de profondeurs de champ laissent aujourd’hui la place aux logiciels de calcul spécialisés. Calculs, tables et logiciels se limitent à fournir une évaluation en première approximation de la profondeur de champ et ne remplacent pas la vérification par des essais ou par une observation attentive dans le viseur ou sur un moniteur.

## Détermination du diamètre du cercle de confusion

### Connaissant toutes les conditions

Mire alternant ligne claire et foncée, avec modification du contraste.

La perception de la netteté dépend de l'agrandissement au tirage

Dans des conditions d'observation optimales (bon éclairage et fort contraste du sujet), un œil emmétrope, c'est-à-dire dénué de troubles de la réfraction, a une acuité visuelle de 10/10 s'il a un pouvoir séparateur d'une minute d'arc, 1' ≈ 3 × 10−4 rad,. 
Si la distance d'observation, le format du tirage et le format de la surface sensible sont connus, il est possible d'évaluer assez simplement le diamètre du cercle de confusion. 
À la distance d'observation de 25 cm, qui la distance minimale pour l'accommodation (punctum proximum), l’œil emmétrope permettra de distinguer deux détails séparés de 0,075 mm. En pratique les conditions optimales étant rarement réunies, une valeur de 0,1 mm est plus généralement admise. Cela correspond à une alternance de 0,2 mm (blanc/noir), soit cinq cycles par millimètre sur une mire alternant ligne blanche et noire. De même, toute tache de dimensions inférieures à 0,1 mm sera perçue comme point. Ainsi, une image sera perçue nette si chacune des taches qui la constitue est suffisamment petite. 
Pour une prise de vue avec un capteur plein format (24 × 36 mm) et un tirage standard (10 × 15 cm) observé à 25 cm, comme indiqué précédemment, la plus grosse tache perçue comme un point mesure 0,1 mm sur le tirage et donc c = 0,1×24/100 = 0,024 mm.

### Pour la photographie
Pour s’adapter aux différents formats de capteurs ou de films, plusieurs méthodes empiriques ont été proposées pour déterminer le diamètre des cercles de confusion. 
- Une méthode pour les petits formats a été utilisée en prenant comme critère de calcul la focale de l'objectif : c = f/1000. Elle avait comme principal inconvénient de donner un cercle de confusion dépendant de la focale, outre que le calcul donnerait c = 0,050 mm pour une focale de 50 mm en 24 × 36 (il s'agit toutefois d'un moyen format). Elle n'est plus utilisée[7].
- Une méthode connue sous le nom de « formule de Zeiss (en) » donne comme critère de calcul du diamètre du cercle de confusion[9] : c = d/1730 où d est la diagonale du format. Le calcul donnerait c = 0,025 mm en 24 × 36.
- La relation c = d/1500 est fréquemment utilisée[10] et donnerait c = 0,029 mm en 24 × 36.
- Sur le même principe, d'autres tables utilisent la valeur de c = 0,030 mm comme référence en 24 × 36[11], en particulier pour les appareils photo numériques[12], ce qui correspond à c = d/1442.

### Pour le cinéma
Pour le cinéma, les références sont trop rares pour faire émerger une règle particulière. Des essais caméra sont toujours réalisés avant le tournage.

### Pour la vidéo
Dans le cas de la vidéo, on considère souvent que l'observateur est à la distance la plus proche de son moniteur lui permettant tout de même de ne pas distinguer deux pixels voisins. Pour un même format de capteur (en), on considère que le diamètre du cercle de confusion dépend de la définition. Par exemple pour un capteur 2/3" (11,0 mm de diagonale) couramment utilisé pour les caméras professionnelles : 
- en haute définition (TVHD) (1080 × 1920), le capteur a pour dimensions  5,4 × 9,6 mm : un pixel est un carré de 0,005 mm ;
- en ultra-haute définition (TVUHD1) (2048 × 3840),  le capteur a pour dimensions 5,4 × 9,6 mm : un pixel est un carré de 0,002 5 mm ;
- en définition standard (TVSD) (576 × 720), le ratio est de 4/3 et le capteur a pour dimensions 6,6 × 8,8 mm : un pixel est un rectangle de dimensions 0,011 × 0,012 mm.

Par ailleurs, pour éviter le moiré, les capteurs sont précédés d'un filtre passe-bas optique, dit filtre antialiasing ou anticrénelage, qui dégrade volontairement et légèrement les images : chaque image qui devrait se former exactement comme un point viendra former un leger flou autour du pixel correspondant. C'est pourquoi le diamètre du cercle de confusion peut alors considéré être compris entre la taille d'un pixel et son double.  

### Exemples pour quelques formats
Les formats photographiques étant trop nombreux, le tableau suivant rassemble quelques formats arbitrairement choisis.
| Format | Dimensions (mm) | CoC (μm) | | Format | Dimensions (mm) | CoC (μm) |
| Photographie | Photographie | Photographie | Vidéo SD 576 × 720 | Vidéo SD 576 × 720 | Vidéo SD 576 × 720 |          |
| --- | --- | --- | --- | --- | --- | -------- |
| Four Thirds | 13,5 × 18,0 | 15 | 2/3" | 6,6 × 8,8 | 22 |          |
| APS-C Canon numérique | 14,8 × 22,2 | 18 (19) | 1/2" | 4,8 × 6,4 | 16 |          |
| Nikon DX | 16,0 × 24,0 | 19 | 1/3" | 3,6 × 4,8 | 12 |          |
| APS-C argentique | 16,7 × 25,1 | 20 | | | |          |
| APS-H Canon | 19,0 × 28,7 | 23 | | | |          |
| Plein format numérique ; 35 mm argentique | 24,0 × 36,0 | 29 (30) | | | |          |
| Cinématographie | Cinématographie | Cinématographie | Vidéo HD 1080 × 1920                                                                                                  | Vidéo HD 1080 × 1920                                                                                                  | Vidéo HD 1080 × 1920                                                                                                  |          |
| 16 mm | 7,5 × 10,3 | 8,5 | 2/3" | 5,4 × 9,6 | 10 |          |
| Super 16 | 7,5 × 12,35 | 10 | 1/2" | 3,9 × 7,0 | 7,2 |          |
| 35 mm Academy | 16,0 × 22,0 | 18 | 1/3" | 2,9 × 5,2 | 5,4 |          |
| ANSI Super 35 mm | 18,7 × 24,9 | 21 (25) | | | |          |
| Les valeurs fournies sont issues de l'approximation {\displaystyle c={\frac {d}{1\,500}}} où {\displaystyle d} est la diagonale de la partie utile de la surface sensible ; les valeurs alternatives sont données entre parenthèses. | Les valeurs fournies sont issues de l'approximation {\displaystyle c={\frac {d}{1\,500}}} où {\displaystyle d} est la diagonale de la partie utile de la surface sensible ; les valeurs alternatives sont données entre parenthèses. | Les valeurs fournies sont issues de l'approximation {\displaystyle c={\frac {d}{1\,500}}} où {\displaystyle d} est la diagonale de la partie utile de la surface sensible ; les valeurs alternatives sont données entre parenthèses. | Les diamètres des cercles de confusion sont calculés comme approximativement égaux au double de la taille d'un pixel. | Les diamètres des cercles de confusion sont calculés comme approximativement égaux au double de la taille d'un pixel. | Les diamètres des cercles de confusion sont calculés comme approximativement égaux au double de la taille d'un pixel. |          |

### Limite de diffraction
Pour un article plus général, voir Pouvoir de résolution.
Les petits capteurs, souvent utilisés en vidéo ou pour des appareils photographiques compacts, sont plus affectés par le phénomène de diffraction. Pour de petites ouvertures, la tache d'Airy formée par chaque point peut devenir bien plus grande que la taille d'un pixel : son diamètre est donné par {\displaystyle d=2{,}44\,\lambda \,N} où {\displaystyle \lambda } est la longueur d'onde et {\displaystyle N} le nombre d'ouverture.  
| Nombre d'ouverture                                                | f /1,4 | f /2 | f /2,8 | f /4 | f /5,6 | f /8 | f /11 | f /16 |
| Diamètre de la tache d'Airy (μm)                                  | 1,9    | 2,7  | 3,8    | 5,4  | 7,8    | 11   | 15    | 22    |
| Les calculs ont été effectués pour une longueur d'onde de 550 nm. |        |      |        |      |        |      |       |       |

La netteté peut être éventuellement améliorée par un filtrage passe-haut numérique parfois nommé « netteté » ou « détail » mais ce traitement ne permet pas de restituer toute la finesse perdue des détails. Ceci explique en partie l'augmentation de la taille des capteurs électroniques qui accompagne l'augmentation de la définition de l'image.